# Аман, Эльмар Арнольдович
Эльмар Арнольдович Аман — советский хозяйственный, государственный и политический деятель.

## Биография
Родился в 1921 году в деревне Марьино. Член КПСС.
Участник Великой Отечественной войны в составе 917-го стрелкового полка
В 1957—1961 — директор Кохтла-Ярвеской ГРЭС.
В 1962—1975 — главный инженер Главного управления по энергетике и электрификации при Совете Министров Эстонской ССР.
В 1975—1985 — начальник Главного управления по энергетике и электрификации при Совете Министров Эстонской ССР.
За сооружение и освоение в ЭССР первых в мире электростанций большой мощности, работающих на местном сланцевом топливе был в составе коллектива удостоен Государственной премии СССР в области науки и техники 1980 года.
Жил в Эстонии.

## Награды
- Орден Октябрьской Революции (1980)
- Орден Отечественной войны II степени (06.11.1985)